# Забърдени (дем Лерин)
 Тази статия е за леринското село.  За костурското вижте Забърдени (дем Хрупища).  
Забъ̀рдени (на гръцки: Λόφοι, Лофи, до 1926 година Ζαπύρδανη, Запирдани, Ζαμπύρδενη, Забирдени, Ζαμπύρδανη, Забирдани) е село в Република Гърция, в дем Лерин (Флорина), област Западна Македония.

## География
Селото е разположено на 24 километра източно от демовия център Лерин (Флорина) в източния край на Леринското поле и подножието на рида на Малка Нидже Веливор. Заобиколено е от хълмове и на това дължи и името си. Край него е разположена дъбовата гора Гьоница.

## История
Североизточно от Забърдени в местността Селище са намирани останки от керамика, но археологически разкопки не са провеждани. В местността Симитрия също са намирани останки от старо селище.

### В Османската империя
Селото се споменава за пръв път в османски дефтер от 1481 година под името Забърдени с 80 домакинства, които произвеждат лозя, орехи и мед.
В османски данъчни регистри на немюсюлманското население от вилаета Филорине от 1626 – 1627 година селото е отбелязано под името Забурдани с 62 джизие ханета (домакинства).
В 1848 година руският славист Виктор Григорович описва в „Очерк путешествия по Европейской Турции“ Забърдинъ като българско село.
Според „Етнография на вилаетите Адрианопол, Монастир и Салоника“, издадена в Константинопол в 1878 година и отразяваща статистиката на населението от 1873 година в Забърдени (Zabrdéni) има 60 домакинства със 152 жители българи.
В 1900 година според Васил Кънчов („Македония. Етнография и статистика“) в Забърдени живеят 325 българи християни.
На Етнографската карта на Битолския вилает на Картографския институт в София от 1901 година Забърдени е чисто българско село в Леринската каза на Битолския санджак с 43 къщи.
В началото на XX век цялото село е под върховенството на Българската екзархия и не се отказва от нея чак до Балканската война, макар и след Илинденското въстание на няколко пъти да е обект на андартски нападения. По данни на секретаря на екзархията Димитър Мишев („La Macédoine et sa Population Chrétienne“) в 1905 година в селото има 344 българи екзархисти и функционира българско училище.
В 1905 година селото пострадва от андартски нападения.
В 1905 година е опожарена и голямата църквата на селото „Свети Никола“ – каменна базилика без купол с женска църква.
При избухването на Балканската война в 1912 година един човек от Забърдени е доброволец в Македоно-одринското опълчение.

### В Гърция
По време на войната в 1912 край Забърдени гръцката армия претърпява поражение от силите на Джавид паша и за кратко се изтегля. По-късно в Забърдени влизат гръцки войски. След Междусъюзническата война в 1913 година селото остава в Гърция. В 1916 година, по време на Първата световна война селото за кратко е освободено от българската армия. Боривое Милоевич пише в 1921 година („Южна Македония“), че Забърдени (Забрдени) има 40 къщи славяни християни. В 1926 селото е преименувано на Лофи, в превод хълмове. В 1932 година в Забърдени има 71 българогласни семейства, от които 60 са с „изявено българско съзнание“. В междувоенния период малко забърденци се изселват в България.
След разгрома на Гърция от Нацистка Германия през април 1941 година в селото е установена българска общинска власт. В общинския съвет влизат Пандил Митков, Илия Дафов, Божил Константинов, Никола Янев, Софтис Зиков, Иван Гешов, Борис Ташокиров, Лазар Аврамов, Илия Митков, Георги Бешеров.
В 1945 година в селото има 597 българофони, 400 от които с „негръцко национално съзнание“, 50 с гръцко и 147 с „неустановено национално съзнание“. Намаляването на населението след войната се дължи на изселване отвъд океана.
Според изследване от 1993 година селото е чисто „славофонско“ и „македонският език“ в него е запазен отлично.
В селото има две църкви – „Свети Константин и Елена“, на чийто храмов празник е и съборът на селото и „Свети Димитър“. В селото има силогос „Ирини“.
| Име           | Име            | Ново име      | Ново име         | Описание                                           |
| ------------- | -------------- | ------------- | ---------------- | -------------------------------------------------- |
| Кованчи дол   | Κοβάντσι Ντόλ  | Коракорема    | Κορακόρεμα       | местност и река на З от Забърдени и на СИ от Росен |
| Веливор       | Βελιβέρ        | Асвестолофи   | Άσβεστόλοφοι     | връх на СЗ от Забърдени (756,4 m)                  |
| Църнопол      | Τσερνοπόλ      | Мавра Хомата  | Μαύρα Χώματα     | местност на З от Забърдени                         |
| Сечи Камен    | Σετσί Κάμεν    | Акони         | Άκόνι            | местност на ЮИ от Забърден                         |
| Цървена локва | Τσερβένα Λόκβα | Кокини Лака   | Κόκκινη Λάκκα    | местност на ИЮИ от Забърдени                       |
| Раблаците     | Ραμπλάτσιτε    | Стернес       | Στέρνες          | местност на ИСИ от Забърдени                       |
| Гьоница       | Γκιόνιτσα      | Дасос ту Ѓони | Δάσος τού Γκιώνη | връх на ИСИ от Забърдени (816,6 m)                 |
| Веливор       | Βελιβέρ        | Асвестолофон  | Άσβεστόλοφον     | връх на СЗ от Забърдени (705 m)                    |

### Преброявания
- 1913 – 358 жители
- 1920 – 306 жители, 90 семейства
- 1928 – 417 жители
- 1940 – 516 жители
- 1951 – 514 жители
- 1961 – 541 жители
- 1971 – 443 жители
- 1981 – 458 жители
- 2001 – 445 жители
- 2011 – 355 жители

## Личности
Родени в Забърдени
- Георги Динев (? – 1903), български революционер, деец на ВМОРО
- Дине Ташеминов (? – 1903), български революционер, войвода на ВМОРО
- Константин Попгеоргиев, свещеник, български активист в годините на Втората световна война, определен от гръцките власти в 1942 година като „български пропагандатор“ и „фанатик“[23]
- Кочо Ванев Ташоминовски (Κωνσταντίνος Τασομήνης, 1922 – 1948), гръцки комунист; роден в бедно семейство, миньор, куриер на КПГ през окупацията и след Споразумението от Варкиза, войник на ДАГ заедно с баща си Ване, сестра си Аспасия, брат си Яне и майка си Нуна, ранен през пролетта на 1948 година край Въртолом с поща на ДАГ и умира в Котори[24]
- Надя Тас (р. 1956), австралийска режисьорка и актриса
- Тимо (Тино) Алексов, македоно-одрински опълченец, 24-годишен, 4 рота на 6 охридска дружина, носител на орден „За храброст“ IV степен[25]
- Яне Ванев Ташоминовски (? – 1949), гръцки комунист; войник на ДАГ заедно с баща си Ване, сестра си Аспасия, брат си Кочо и майка си Нуна, загинал при Тамбура в битката на Грамос на 28 юли 1949 година[26]

Починали в Забърдени
- Анто Димитров Ковачев, български военен деец, младши подофицер, загинал през Първата световна война[27]
- Станко Станков Палушев, български военен деец, младши подофицер, загинал през Първата световна война[28]

Български общински съвет в Забърденив 1941 година
- Пандил Митков
- Илия Дафов
- Божил Константинов
- Никола Янев
- Софтис Зиков
- Иван Гешов
- Борис Ташокиров
- Лазар Аврамов
- Илия Митков
- Георги Бешеров[16]